# 旅がらす事件帖
『旅がらす事件帖』（たびがらすじけんちょう）は、関西テレビ放送・国際放映制作でフジテレビ系列にて1980年10月7日から1981年3月31日まで毎週火曜日22時から22時54分に放映されたテレビ時代劇。全26話。

## 概要
日活出身の映画スター・小林旭が、お得意のアクション現代劇作品から連続時代劇に初主演する、ということで話題となった。

政治が腐敗した天保年間、旗本・神保直次郎（小林旭）が叔父である公儀老中首座阿部伊勢守正弘の特命を受け、「陰の道中奉行」として尾上兵左衛門率いる湯島天神太鼓一座と共に諸国を巡り、将軍家慶から拝領した葵の御紋に十手を掘り込んだ拝領刀を振るって腐敗を糺していくストーリー。決め台詞は「（誰だっ！）三途の川の船頭だ」「真面目に地獄へ行けよ」。

## キャスト
- 神保直次郎：小林旭

主人公。大身旗本３０００石無役の身でありながら、叔父である老中首座阿部伊勢守正弘の密命を受け、あえて身分を隠し、「陰の道中奉行」として渡世人に扮して旅をする。髪型は普段はムシリの町人髷であるが、悪人成敗の際にはムシリの武家髷に変わる。
- 尾上兵左衛門：長門裕之

湯島天神太鼓一座の元締。元公儀御庭番。
- 阿部伊勢守正弘：小沢栄太郎（直次郎からは「おじ上」と呼ばれる）

幕府老中首座。直次郎に指令を下す。
- 九鬼隼人：三浦洋一

阿部伊勢守正弘の側用人。真面目な性格で直次郎からは「堅物」と呼ばれている。
- 志寿太夫：夏純子

兵左衛門の娘。
- 小はん：叶和貴子（第13話まで）

湯島天神太鼓一座の一員。とある藩での事件で命を落とす。
- 与之助：尾藤イサオ

湯島天神太鼓一座の一員。
- 小春：山本ゆか里（第14話から）

湯島天神太鼓一座の一員。
- おわか：十勝花子（第14話から）

湯島天神太鼓一座の一員。
- 忠吉：佐久間宏則

湯島天神太鼓一座の一員。
- お新：ひろみどり（第13話まで）

湯島天神太鼓一座の一員。とある藩での事件で命を落とす。
- 三次：藤岡洋右

湯島天神太鼓一座の一員。
- おみね：水野恵
- おとよ：豊田きよみ
- 小舟：仁和令子

阿部伊勢守正弘の娘。直次郎を叔父上と呼んでいる。
- 水野越前守忠邦：松本克平

前老中首座で、政務の失敗で平老中に格下げされ復活を狙っている。阿部伊勢守の政敵。
- ナレーター：日下武史

## 主題歌
- 「みだれ雲」
  - 作詞：阿木燿子 作曲：宇崎竜童 編曲：服部克久 歌：小林旭
  - 発売：クラウンレコード（現・日本クラウン）

## スタッフ
- プロデューサー：岡林可典（KTV）、駒井憲二、鍛冶昇（国際放映）
- 脚本：放映リスト参照
- 監督：放映リスト参照
- タイトル画：鳥居塚誠一
- 音楽：服部克久
- 選曲：山川繁
- 湯島天神太鼓指導：石倉義久
- 殺陣：高橋一俊
- 現像：東京現像所
- 協力：テンパー・プロダクション
- 制作：関西テレビ、国際放映

## 放映リスト
放送日は関西テレビ。
| 回 | 放送日          | サブタイトル           | 脚本       | 監督       | ゲスト |
| -- | --------------- | ---------------------- | ---------- | ---------- | --- |
| 1  | 1980年 10月7日  | あれが噂の道中奉行     | 宮川一郎   | 渡邊祐介   | おゆき：斉藤とも子、安：工藤堅太郎、本庄茂平次：稲葉義男、 常吉：森下哲夫、伍作：加藤茂雄、八兵衛：荒木将久、 弥七：殿山泰司、瓦屋宗兵衛：田中浩、伊助：伊吹吾郎 |
| 2  | 1980年 10月14日 | 明日は何処のみだれ雲   | 安倍徹郎   | 渡邊祐介   | 久六：川谷拓三、お里：市毛良枝、神尾志摩守：森幹太、 戸田内膳正：灰地順、浅次：江幡高志、関本：前川哲男、 滝蔵：梅津栄、下橋：兼松隆、安丸：松本敏男、 柳井：永井雅春、小田：島村卓志、佐伯重兵衛：南原宏治                                                                                      |
| 3  | 1980年 10月21日 | 涙に濡れた姉妹鈴       | 宮川一郎   | 大洲斉     | おりゅう：野川由美子、おはな：相原友子、赤不動の仁兵衛：宮口二郎、 榊三十郎：遠藤征慈、西垣昌範：小沢象、扇屋：西川敬三郎、 太兵衛：早川雄三、和尚：伊沢一郎 |
| 4  | 1980年 10月28日 | 俺もお前もはぐれ鳥     | 和久田正明 | 大洲斉     | おかつ：宮下順子、さだ：五十嵐淳子、福助：木田三千雄、 伊三郎：長谷川弘、友蔵：大沢萬之价、仁蔵：中尾彬 |
| 5  | 1980年 11月4日  | お助け米のお通りだぁ   | 星川清司   | 原田雄一   | 睦田兵衛(まむしの兵助)：小池朝雄、ぬい：池波志乃、 千代松：井上博一、山名大膳：城所英夫、室井又五郎：山本昌平、 寅松：矢野間啓二、痣八：根岸一正、おとよ：青木和代、 お玉：中村久美、亥之助：新海丈夫、番蔵：榎木兵衛、 大熊：広田正光、河合：三浦伸、田所：徳弘夏生                             |
| 6  | 1980年 11月11日 | 流転の女 別れ雨        | 和久田正明 | 原田雄一   | はま：金沢碧、久蔵：小林稔侍、多羅尾内膳：高城淳一、 丑松：西田良、まさ：桜井浩子、天魔の五郎蔵(六蔵)：砂塚秀夫 |
| 7  | 1980年 11月18日 | 嵐の中の用心棒         | 保利吉紀   | 長谷和夫   | 高輪大膳：長門勇、地虫の辰：川合伸旺、捨吉：松田洋治、 柴崎義十郎：菅貫太郎、駒形屋：増田順司、おさき：磯村千花子、 おれん：永野路子、マムシ：きくち英一、与太：市村昌治 |
| 8  | 1980年 11月25日 | 直訴状に手を出すな     | 市川靖     | 長谷和夫   | お小夜：栗田ひろみ、喜助：江木俊夫、大宮典膳：近藤宏、 大田黒の勘助：堺左千夫、六造：中庸助、加納可内：大下哲矢、 作左衛門：内藤武敏 |
| 9  | 1980年 12月2日  | 浮世がるたの裏表       | 山浦弘靖   | 高瀬昌弘   | おしの：赤座美代子、おさと：村地弘美、茂平：潮哲也、 室伏典膳：玉川伊佐男、北見市蔵：倉田保昭 |
| 10 | 1980年 12月9日  | 夕陽に背をむけた女     | 市川靖     | 高瀬昌弘   | お蓉：佐藤万理 、藤兵衛：山本清 、早野某：堀田真三、 仁兵衛：下條正巳、源太：清水康晴、増田屋：林昭夫、 岩間弥五郎：浜田寅彦 |
| 11 | 1980年 12月16日 | 真っ赤な花咲く運命峠   | 和久田正明 | 岡林可典   | お蝶：片桐夕子、せつ：服部妙子、吉三郎：石田信之、 さや：葵三音子、左母次：小池雄介、酒井仙之助：富田浩史、 相良河内守：中田浩二、片倉主馬：北村総一朗、宮越伊織：長谷川明男 |
| 12 | 1980年 12月23日 | 風が呼ぶ佐渡路の宝     | 星川清司   | 岡林可典   | ふく：島村佳江、保本進吾：岸部一徳、銛助：今福将雄、 無宿者：東野英心、山路左衛門尉忠秋：南道郎、三洲屋蝦蔵：福山象三、 小兵衛：稲吉靖司、青貝又七：長沢大、唐丸籠の無宿：平松慎吾、 波之助：高峰圭二、風間喜平太：石橋蓮司                                                                      |
| 13 | 1980年 12月30日 | 野辺の送りの鬼太鼓     | 和久田正明 | 長谷和夫   | 馬吉：山田吾一、奥州屋清七：久富惟晴、中山監物：高野真二、 富松：片岡五郎、太一：妹尾潤、喜平：里木左甫良、おくに：五月晴子、 弥助：林弘造、六助：吉良冬太、木村：栗田八郎 |
| 14 | 1981年 1月6日   | 子の舞 獅子舞 剣の舞   | 星川清司   | 山崎大助   | てる：長谷直美、三之助：峰竜太、都田十郎次：浜田晃、 大工柾五郎：天草四郎、柾蔵：船渡伸二、福松：利根川龍二、 藤波将監：江見俊太郎 |
| 15 | 1981年 1月13日  | さすらいの他人船       | 山浦弘靖   | 長谷和夫   | おせん：奈良富士子、木曽屋佐平：長谷川哲夫、 北川主水：外山高士、和倉采女：北上弥太朗 |
| 16 | 1981年 1月20日  | 無情街道にみた風車     | 山浦弘靖   | 山崎大助   | 長助：山田隆夫、おりん：野平ゆき、野沢藩士：高杉玄、 吾平：幸田宗丸、商人：菅沼赫、町名主：加藤茂雄、 京太：時任やまと、伊能嘉門：渥美国泰、池田大膳：神田隆、 十六夜十兵衛：尾崎将司（特別出演）                                                                                                |
| 17 | 1981年 1月27日  | 明日に別れのたむけ花   | 和久田正明 | 原田雄一   | おゆう：岡江久美子、日下部頼母：早川保、暮坂主水：八名信夫、 仙蔵：滝川潤、太兵衛：高松政雄、利助：磯野秋雄、正八：武田博、 浜田：俵一、弥吉：柴田浩貴、おしの：磯辺稲子、 尾張屋嘉兵衛：加藤和夫                                                                                                |
| 18 | 1981年 2月3日   | 海に血を呼ぶ母子星     | 土橋成男   | 原田雄一   | おりん：江波杏子、おひで：人見ゆかり、茂吉：磯村健治、 勇次：沖田駿一、松吉：桑原一人、銀太：謙昭則、おみつ：一民ゆかり、 女中：静ひろみ、大村玄蕃：剣持伴紀、酒匂の藤兵衛：上野山功一、 湊屋五郎蔵：綾川香、柴田肥後守：小林重四郎                                                              |
| 19 | 1981年 2月10日  | 道中奉行を殺せ!        | 市川靖     | 長谷部安春 | 山崎九兵衛：宍戸錠、おせつ：光丘真理、佐々木新十郎：伊吹徹、 おかね：藤江リカ、つね：花原照子、多市：名倉良、 住職：藤原釜足、板倉兵庫：名和宏 |
| 20 | 1981年 2月17日  | 激突! 恐怖の阿修羅太鼓 | 土橋成男   | 長谷部安春 | 新吉：内田喜郎、お光：谷川みゆき、塚原：矢吹二朗、蔦枝：竹井みどり、 庄兵衛：湊俊一、瀬川：北九州男、源右衛門：河合絃司、 政吉：中島元、茂助：鈴木和夫、治作：井上三千男、又平：大村千吉、 儀一：熊谷雄二、国岡：清水国雄、柳：藤原益二、鬼塚：柿木恵至、 駒太夫：清水まゆみ、犬丸将監：松本朝夫 |
| 21 | 1981年 2月24日  | 寒い国の死刑台         | 星川清司   | 林宏樹     | 雪乃：池上季実子、小三郎：峰岸徹、宇兵衛：宮沢元、 又造：田畑猛雄、太平：太田黒武士、伍助：山本廉、 西村：倉石一旺、平田：成田次穂、役人：倉富勝士、 農民：打出新五、農民：夏木順平、和久半兵衛：石田太郎、 長倉六左衛門：汐路章、宇之助：山内賢、赤沢七郎次：高木均                             |
| 22 | 1981年 3月3日   | 風花に舞う女渡世人     | 和久田正明 | 長谷和夫   | おふじ：松尾嘉代、佐兵衛：瀬川新蔵、大八：平松慎吾、 青次：槇健吾、石山：大林隆介、浜田：若林哲行、 おせい：安部八千代、水神の長兵衛：田口計、宇喜多玄蕃：葉山良二 |
| 23 | 1981年 3月10日  | 明日咲くか紅小梅       | 山浦弘靖   | 岡林可典   | おりつ：加賀まりこ、佐平：織田あきら、房州屋：平沢公太郎、 銀次：早川研吉、鬼六：吉原正皓、番頭：若尾義昭、 人足A：浅見小四郎、人足B：佐藤功、人足C：峰健太、 室山周之助：中井啓輔、巳之吉：北見治一、田沢孫太夫：大木実                                                                         |
| 24 | 1981年 3月17日  | 親子しぐれ油地獄       | 土橋成男   | 山崎大助   | 清太郎：火野正平、日野屋惣五郎：根上淳、根岸帯刀：成瀬昌彦、 甚太：三井恒、丹波屋：市原清彦、：金子研三、 佐渡屋の五郎蔵：丸山詠二、 ：木村有理、：小室正幸、稲葉左膳：小笠原弘 |
| 25 | 1981年 3月24日  | 怒りに血煙る甲州路     | 星川清司   | 原田雄一   | おたき：永島暎子、須麿：三浦真弓、鷹千代：堀内正美、 板倉伝七郎：望月太郎、六造：広田正光、桑山：大後守、 蜘蛛手：大林丈史、叶屋平八：玉村駿太郎、都田一閑：岸田森 |
| 26 | 1981年 3月31日  | 直次郎・暁に旅立つ     | 磯田啓二   | マキノ雅弘 | おろく：入江若葉、かわら版売り：冷泉公裕、 同心：須藤健、石出帯刀：山下洵一郎、武士：松本敏男、 吟味同心：鳥木元博、武士：三上剛、：五月マリア |

## 前後番組
| フジテレビ系 関西テレビ制作火曜22時枠時代劇（一部地域を除く） | フジテレビ系 関西テレビ制作火曜22時枠時代劇（一部地域を除く） | フジテレビ系 関西テレビ制作火曜22時枠時代劇（一部地域を除く） |
| 前番組                                                        | 番組名                                                        | 次番組                                                        |
| ------------------------------------------------------------- | ------------------------------------------------------------- | ------------------------------------------------------------- |
| 服部半蔵・影の軍団                                            | 旅がらす事件帖                                                | 闇を斬れ                                                      |